# Gamma-oryzanol
Gamma-oryzanol (γ-oryzanol, GO) is een mengsel van verschillende lipofiele stoffen dat voorkomt voor in het vet van rijst (Oryza sativa). Het bevat twee belangrijke actieve (groepen) stoffen: fytosterolen en esters van ferulazuur).